# Нака-Мэгуро (станция)
Станция Нака-Мэгуро (яп. 中目黒駅 нака мэгуро эки) — железнодорожная станция на линиях Тоёко и Хибия расположенная в специальном районе Мэгуро, Токио. Станция обозначена номером H-01 на линии Хибия. На станции установлены автоматические платформенные ворота.

## История
- Станция была открыта 28-го августа 1927 года на линии Тоёко.
- 22-го июля 1964 года была открыта станция линии Хибия.

## Планировка станции
Две платформы островного типа и 4 пути.
| 1 | ■Линия Тоёко | Дзиюгаока ・ Мусаси-Косуги ・ Иокогама ・ Мотомати-Тюгакай       |
| 2 | ■Линия Тоёко | (с линии Хибия) Дзиюгаока ・ Мусаси-Косуги ・ Кикуна             |
| 2 | ○Линия Хибия | Только выход                                                     |
| 3 | ○Линия Хибия | Гиндза ・ Уэно ・ Кита-Сэндзю ・ (Линия Исэсаки) Тобу-Добуцукоэн |
| 4 | ■Линия Тоёко | Сибуя                                                            |

## Близлежащие станции
| «                              |              | Линия                    |                       | »                     |
| Линия Тоёко                    | Линия Тоёко  | Линия Тоёко              | Линия Тоёко           | Линия Тоёко           |
| ------------------------------ | ------------ | ------------------------ | --------------------- | --------------------- |
| Дайкан-Яма Эбису (Линия Хибия) |              | Local                    |                       | Ютэндзи               |
| Сибуя                          |              | Express                  |                       | Гакугэй-Дайгаку       |
| Сибуя                          |              | Commuter Limited Express |                       | Дзиюгаока             |
| Сибуя                          |              | Limited Express          |                       | Дзиюгаока             |
| Tokyo Metro Hibiya Line (H-01) |              |                          |                       |                       |
| Эбису (H-02)                   | Эбису (H-02) | -                        | Ютэндзи (Линия Тоёко) | Ютэндзи (Линия Тоёко) |